# James Spione
James Spione é um cineasta, produtor cinematográfico, escritor e editor de cinema norte-americano. Como reconhecimento, foi nomeado ao Oscar 2012 na categoria de Melhor Documentário em Curta-metragem por Incident in New Baghdad.